# Rabbinerhaus (Scherwiller)

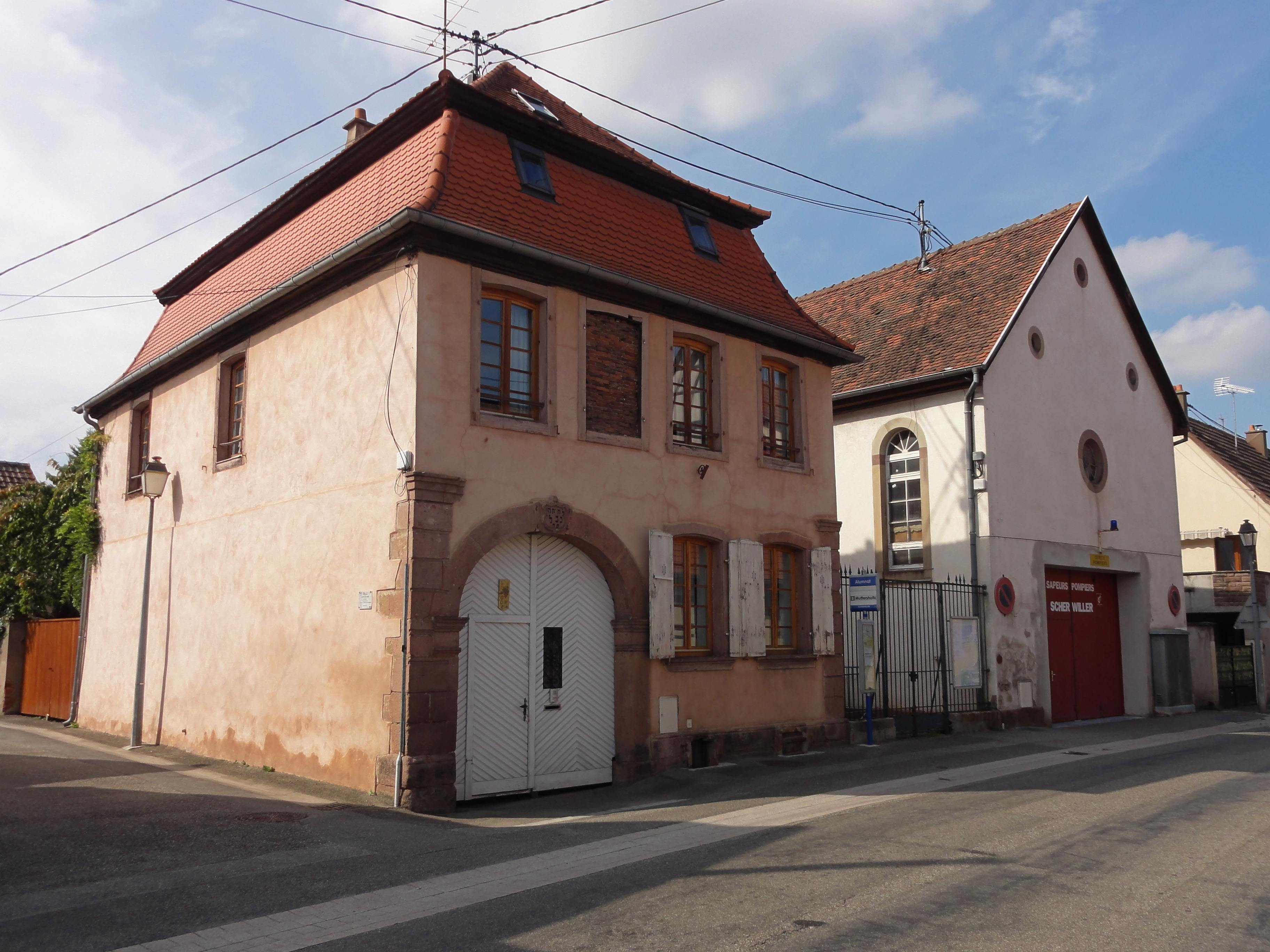
Rabbinerhaus in Scherwiller (rechts die Synagoge)

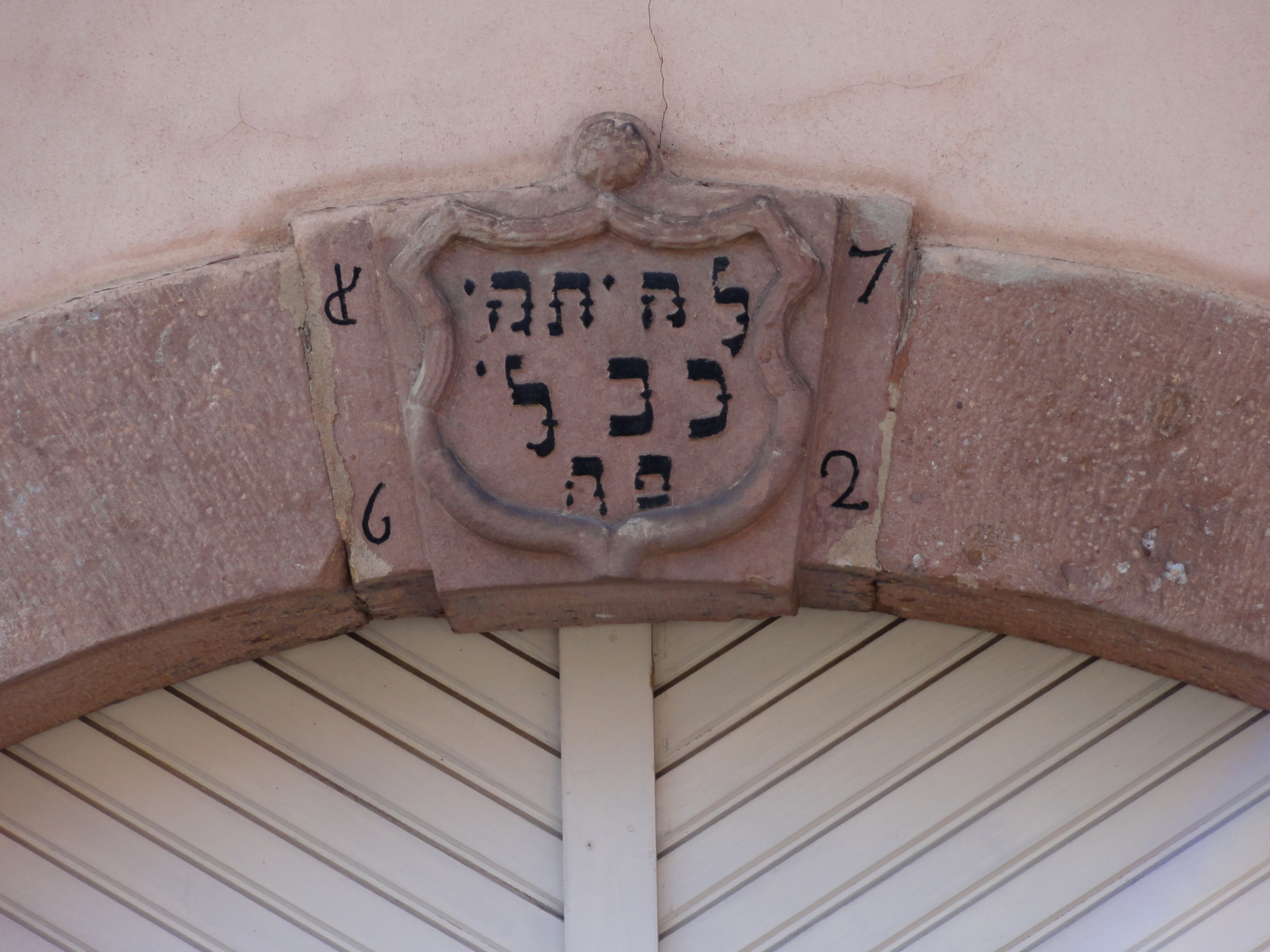
Schlussstein des Torbogens mit hebräischer Inschrift

Das Rabbinerhaus in Scherwiller, einer Gemeinde im Département Bas-Rhin in der französischen Region Grand Est, wurde in der zweiten Hälfte des 18. Jahrhunderts errichtet. Das ehemalige Wohnhaus des Rabbiners an der Rue du Giessen Nr. 8, direkt neben der 1861/62 erbauten Synagoge, ist seit 1985 als Monument historique klassifiziert.
Bevor die Synagoge erbaut wurde, diente ein Raum im ersten Obergeschoss des Rabbinerhauses als Betsaal.